# Michael Anderson
Pour les articles homonymes, voir Anderson et Michael Anderson (homonymie).
Michael Anderson, né le 30 janvier 1920 à Londres au Royaume-Uni et mort le 25 avril 2018 à Vancouver au Canada, est un réalisateur britannique.

## Biographie
Michael Anderson est né dans une famille de gens de théâtre. Ses parents, Lawrence et Beatrice Anderson, sont tous deux acteurs. Sa grand-tante, Mary Anderson, a vécu à Louisville dans le Kentucky et devint l'une des premières actrices shakespearienne des États-Unis. Un théâtre de Louisville porte son nom.
Après avoir servi pendant la Seconde Guerre mondiale, Michael Anderson entame une carrière dans le cinéma. Il devient réalisateur en 1949, et commence à attirer l'attention grâce au film de guerre Les Briseurs de barrages (The Dam Busters, 1954), un film remarquable par l'emploi judicieux qui y est fait d'effets spéciaux limités, et qui est souvent cité comme source d'inspiration de la scène finale du premier épisode réalisé de Star Wars. Il dirige ensuite une adaptation éponyme (1956) de 1984, le roman de George Orwell, puis Le Tour du monde en quatre-vingts jours (Around the World in Eighty Days, 1956), qui lui vaut une nomination pour un Oscar et un Golden Globe.
Le réalisateur se fixe à Hollywood, où il donne au genre science-fiction des œuvres comme Doc Savage arrive (Doc Savage : The Man of Bronze, 1975) et L'Âge de cristal (Logan's Run, 1976). L'Âge de cristal est un succès en nombre d'entrées, amassant 50 millions de dollars de recettes dans le monde, donnant un « coup de fouet » aux ventes de son distributeur, Metro Goldwyn Mayer ; le film jouit aujourd'hui du statut de film culte.
Michael Anderson réalise également Orca. Par la suite, il se consacre surtout à des feuilletons télévisés, parmi lesquels Les Chroniques martiennes (en) et Sword of Gideon. En 1988, il met en scène une adaptation d'une pièce écrite par le futur pape Jean-Paul II, La Boutique de l'orfèvre (La bottega dell'orefice, 1989). Septuagénaire, Anderson tourne encore de façon régulière. 
Parmi ses autres réalisations, on peut citer : Les Jeunes Loups (All the Fine Young Cannibals, 1960), Les Trois Soldats de l'aventure (Flight from Ashiya, 1963), Le Secret du rapport Quiller (The Quiller Memorandum, 1966), Commando sur le Yang-Tsé (Yangtse Incident : The Story of H.M.S. Amethyst, 1956) et une adaptation de Conduct Unbecoming (1975).

### Vie privée
Michael Anderson parle aussi bien l'anglais que le français, l'italien, et l'allemand, et il s'est installé au Canada.
Il a été marié trois fois : avec Betty Jordan (1939) avec qui il a eu cinq enfants, Vera Carlisle (1969), avec laquelle il a eu un enfant et l'actrice Adrienne Ellis (1977 jusqu'à sa mort), qui était déjà mère de deux enfants.

### Famille
L'un de ses fils, Michael Anderson, Jr., est acteur et fait une apparition dans L'Âge de cristal ; un autre, David Anderson, est producteur de cinéma. Sa belle-fille est l'actrice Laurie Holden (X-Files, Silent Hill, The Mist, The Walking Dead) qui a tourné sous sa direction dans la mini-série télévisée Chroniques martiennes, ainsi que dans le téléfilm Intrigues impériales, qui réunissait également Julia Ormond et Vanessa Redgrave.

## Filmographie partielle

### Comme réalisateur

#### Cinéma
- 1949 : Private Angelo (coréalisé avec Peter Ustinov)
- 1950 : Waterfront
- 1951 : Hell Is Sold Out
- 1951 : Night Was Our Friend
- 1953 : Le Scandaleux Mister Sterling (Will Any Gentleman… ?)
- 1953 : La Flèche empoisonnée (The House of the Arrow)
- 1955 : Les Briseurs de barrages (The Dam Busters)
- 1956 : 1984
- 1956 : Le Tour du monde en quatre-vingts jours (Around the World in Eighty Days)
- 1957 : Commando sur le Yang-Tsé (Yangtse Incident: The Story of H.M.S. Amethyst)
- 1958 : L'Homme à démasquer (Chase a Crooked Shadow)
- 1959 : L'Épopée dans l'ombre (Shake Hands with the Devil)
- 1959 : Cargaison dangereuse (The Wreck of the Mary Deare)
- 1960 : Les Jeunes Loups (All the Fine Young Cannibals)
- 1961 : La Lame nue (The Nacked edge)
- 1963 : Les Trois Soldats de l'aventure (Flight from Ashiya)
- 1964 : La mariée a du chien (Wild and Wonderful)
- 1965 : Opération Crossbow (Operation Crossbow)
- 1966 : Le Secret du rapport Quiller (The Quiller Memorandum)
- 1968 : Les Souliers de saint Pierre (The Shoes of the Fisherman)
- 1972 : Jeanne, papesse du diable (Pope Joan)
- 1975 : Doc Savage arrive (Doc Savage : The Man of Bronze)
- 1975 : Coupable sans visage (Conduct Unbecoming)
- 1976 : L'Âge de cristal (Logan's Run)
- 1977 : Orca
- 1979 : Dominique
- 1982 : Meurtre par téléphone (Murder by Phone)
- 1984 : Second Time Lucky
- 1986 : Separate Vacations
- 1989 : La Boutique de l'orfèvre (it) (La bottega dell'orefice)
- 1989 : Millenium
- 1998 : Malin comme un singe (Summer of the Monkeys)
- 1999 : Pinocchio et Gepetto (The New Adventures of Pinocchio)
- 2008 : Tenderloin

#### Télévision
- 1980 : Chroniques martiennes (The Martian Chronicles)
- 1986 : Vengeance (Sword of Gideon)
- 1991 : Intrigues impériales (Young Catherine)
- 1992 : Scales of Justice (en)
- 1993 : The Sea Wolf (en)
- 1994 : Rugged Gold (tv)
- 1996 : Captains Courageous (en)
- 1997 : Vingt Mille Lieues sous les mers (mini-série) (20,000 Leagues Under the Sea)

### Comme acteur
- 1942 : Ceux qui servent en mer (In Which We Serve) - Non crédité
- 1975 : Lion Roars Again (en) - Court-métrage - Non crédité

## Récompense
- 1957 : nomination à l'Oscar du meilleur réalisateur pour Le Tour du monde en quatre-vingts jours

### Source
- (en) Rank Film Library 16mm. Catalogue - 1978-79